# Лещева, Валентина Николаевна
Валентина Николаевна Лещева (8 апреля 1983 года, Свердловск) — бывшая российская профессиональная баскетболистка, атакующий защитник.

## Карьера
Воспитанница екатеринбуржской ДЮСШ № 3. Тренер — Лариса Искакова. Начинала свою карьеру в системе УГМК. Регулярно привлекалась в главную команду. Летом 2007 года вызывалась в сборную России на подготовку к Чемпионату Европы. В окончательную заявку молодая баскетболистка включена не была: в нее она могла попасть лишь в случае травм основных игроков. В начале 2008 года Лещева для получения игровой практики вместе со своей одноклубницей Еленой Гогия перешла в литовский ТЕО Вильнюс. Завершала свою карьеру баскетболистка в Суперлиге в ивановской «Энергии».

## Достижения
- Серебряный призёр чемпионата России (1): 2005/2006.
- Бронзовый призёр чемпионата России (1): 2006/2007.
- Финалист Кубка России (2): 2005/2006, 2007/2008.
- Чемпион Литвы (1): 2007/2008.